# استئصال الكولاك

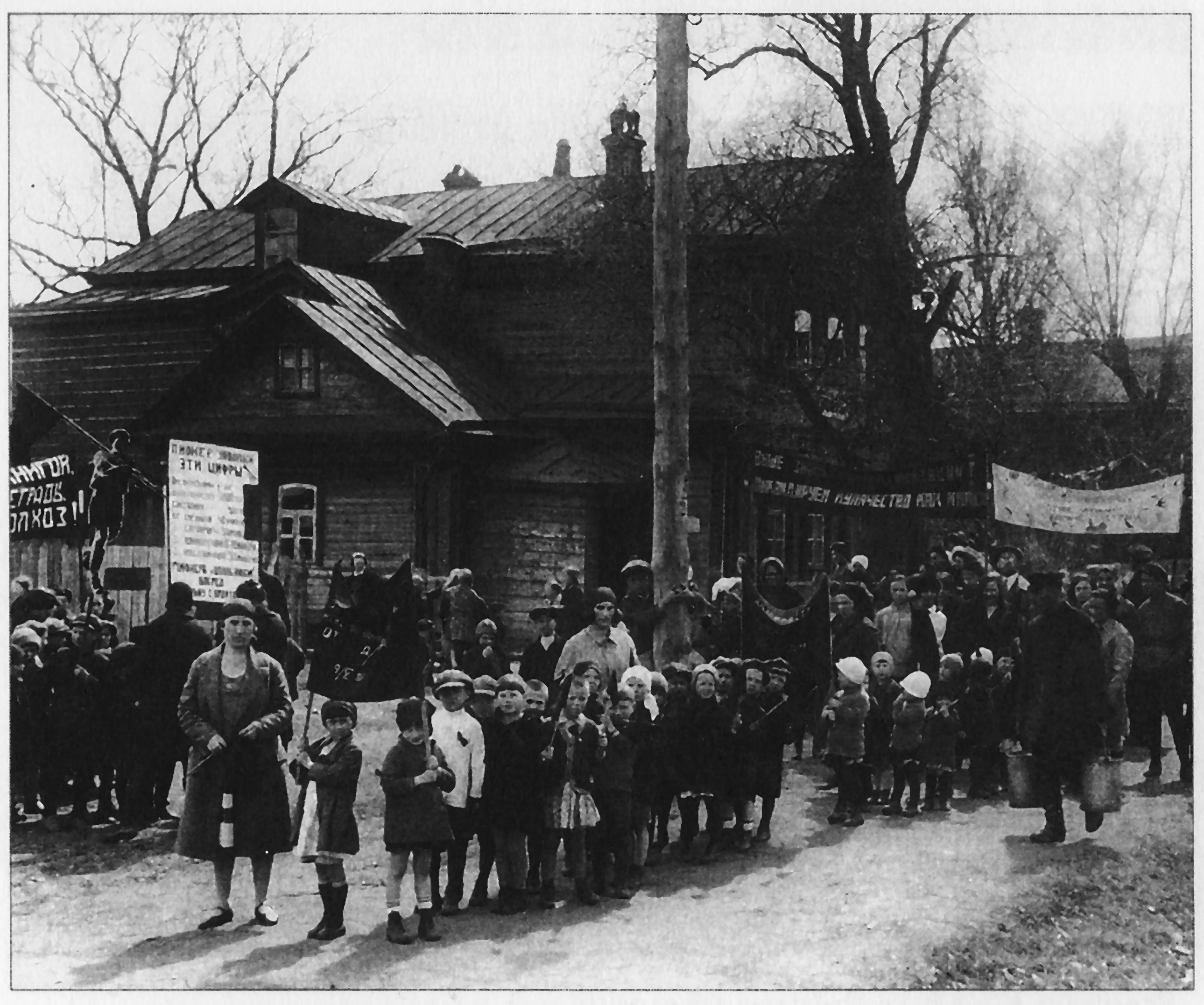
موكب تحت لافتات "سنصفي الكولاك كطبقة" و"كل ذلك للنضال ضد مدمري الزراعة"

يُشير استئصال الكولاك إلى حملة القمع السياسي في الاتحاد السوفييتي، والتي شملت الاعتقالات، والترحيل، أو الإعدام لملايين الكولاك (الفلاحين الأثرياء) وعائلاتهم. في العام 1917 بدأت إعادة توزيع الأراضي الزراعية واستمر ذلك حتى العام 1933، إنما نشطت الحملة بصورة مكثّفة في الفترة الواقعة بين الأعوام 1929 و1932 من الخطة الخمسية الأولى. وبغية تسهيل مصادرة الأراضي الزراعية، صوّرت الحكومة السوفيتية الكولاك على أنهم أعداء الشعب في الاتحاد السوفيتي.
رُحّل أكثر من 1.8 مليون فلاح بين 1930–1931. وكان هدف الحملة المعلن هو محاربة الثورة المضادة ونشر الاشتراكية في الريف. وضعت هذه السياسة، التي نُفِّذت بالتزامن مع التنظيم الجماعي في الاتحاد السوفيتي، وضعت جميع أوجه الزراعة وجميع العمال في روسيا السوفيتية تحت سيطرة الدولة.
أدى الجوع والمرض والإعدام الجماعي أثناء إزالة الكولاك إلى وفاة ما يقرب من 390,000 أو ما بين 530,000 إلى 600,000 حالة وفاة من العام 1929 حتى العام 1933. وسرعان ما انتشرت أخبار الوفيات خارج الاتحاد السوفيتي.

## في عهد فلاديمير لينين
في نوفمبر من العام 1917، وخلال اجتماع مع مندوبي لجان الفلاحين الفقراء، أعلن فلاديمير لينين عن إطلاق سياسة جديدة للقضاء على من يُعتقد أنهم فلاحون سوفييت أغنياء، والذين كانوا يُعرفون باسم الكولاك: «إذا بقي وضع الكولاك على حاله، وإذا لم نهزم الكسالى، فما من شكّ في العودة الحتمية للقيصر والرأسمالي». في يوليو 1918، أنشِئت لجان الفقراء لتمثيل الفلاحين الفقراء، وأدت دورًا مهمًا في التدابير المتّخذة ضد الكولاك، وقادت عملية إعادة توزيع الأراضي، والمخزونات، والفائض الغذائي المُصادَر من الكولاك. مثّل ذلك بداية حملة استئصالية ضخمة ضد المضاربين على الحبوب والكولاك. قبل حلّها في ديسمبر 1918، كانت لجان الفقراء قد صادرت 50 مليون هكتار من أراضي الكولاك. ويعود تاريخ أمر فلاديمير لينين بالشنق، والذي يأمر بالإعدام شنقًا للرد على انتفاضة الكولاك، يعود تاريخه إلى 11 أغسطس 1918.

## في عهد جوزيف ستالين
في 27 ديسمبر 1929، أعلن جوزيف ستالين «تصفية الكولاك كطبقة». وقبل ذلك، كان ستالين قد صرّح قائلًا: «لدينا الآن فرصة شن حملة حازمة ضد الكولاك، وكسر شوكة مقاومتهم، والقضاء عليهم كطبقة، واستبدال إنتاجهم بإنتاج فلاحي الكولخوز والسفخوز». في 30 يناير 1930، أضفى المكتب السياسي للحزب الشيوعي في الاتحاد السوفيتي الطابع الرسمي على الإعلان في قرار بعنوان «تدابير القضاء على أسر الكولاك في مناطق التنظيم الجماعي الشامل». وصُنّف جميع الكولاك ضمن واحدة من الفئات الثلاث التالية:
1. أولئك المحكومون بإطلاق النار أو السجن حسب ما تقرره شرطة المديرية السياسية السرية المحلية.
2. أولئك الذين سيُنفَون إلى سيبيريا، أو الشمال، أو جبال الأورال، أو كازاخستان، بعد مصادرة ممتلكاتهم.
3. أولئك الذين سيُطردون من منازلهم ويُشغّلون في معسكرات الأشغال ضمن مقاطعاتهم.

انخرطَ الكولاك الذين أُرسِلوا إلى سيبيريا والمناطق غير الآهلة بالسكان في أعمالٍ شاقة في المعسكرات التي كانت تنتج الأخشاب، والذهب، والفحم، وغيرها الكثير من الموارد التي احتاجها الاتحاد السوفييتي في تنفيذ خطط التصنيع السريعة. في الواقع، قدّم عضو بارزٌ في المديرية السياسية المشتركة للدولة (الشرطة السرية) رؤيته لنظام عقوبات جديد لإنشاء قرىً في شمال الاتحاد السوفييتي لكي تتخصص في استخراج الموارد الطبيعية ومساعدة ستالين في حملة التصنيع.
أدى المسؤول البارز في الشرطة السرية في المديرية السياسية المشتركة للدولة، يفيم يفدوكيموف (1891–1939) أدى دورًا مهمًا في تنظيم عمليات اعتقال الفلاحين والإشراف على الإعدامات الجماعية.